# Koos Rietkerk
Jacobus Gijsbert „Koos” Rietkerk (ur. 14 grudnia 1927 w Boskoop, zm. 20 lutego 1986 w Hadze) – holenderski polityk, deputowany, wicepremier i minister, działacz Partii Ludowej na rzecz Wolności i Demokracji (VVD).

## Życiorys
Ukończył studia prawnicze na Uniwersytecie w Lejdzie, na którym kształcił się w latach 1947–1952. Praktykował jako prawnik, później był doradcą prawnym m.in. w Vereniging van Nederlandse Gemeenten, zrzeszeniu holenderskich miejscowości. W latach 1959–1967 pełnił funkcję sekretarza jednej z organizacji pracodawców. W latach 1973–1974 był dyrektorem do spraw społecznych w zrzeszeniu przedsiębiorców Verbond van Nederlandse Ondernemingen.
W 1958 wstąpił do Partii Ludowej na rzecz Wolności i Demokracji. Z jej ramienia sprawował mandat posła do Tweede Kamer, niższej izby Stanów Generalnych (od lutego 1967 do lipca 1971, od stycznia do września 1973, od września 1974 do listopada 1982). Od lipca 1971 do kwietnia 1973 pełnił zajmował stanowisko sekretarza stanu do spraw zabezpieczenia społecznego. W latach 1977–1981 przewodniczył frakcji poselskiej VVD. W listopadzie 1982 objął urząd ministra spraw wewnętrznych w rządzie Ruuda Lubbersa. Sprawował go do czasu swojej śmierci w lutym 1986.
Odznaczony Orderem Lwa Niderlandzkiego klasy III (1973).